# Sarcòfag de Seti I

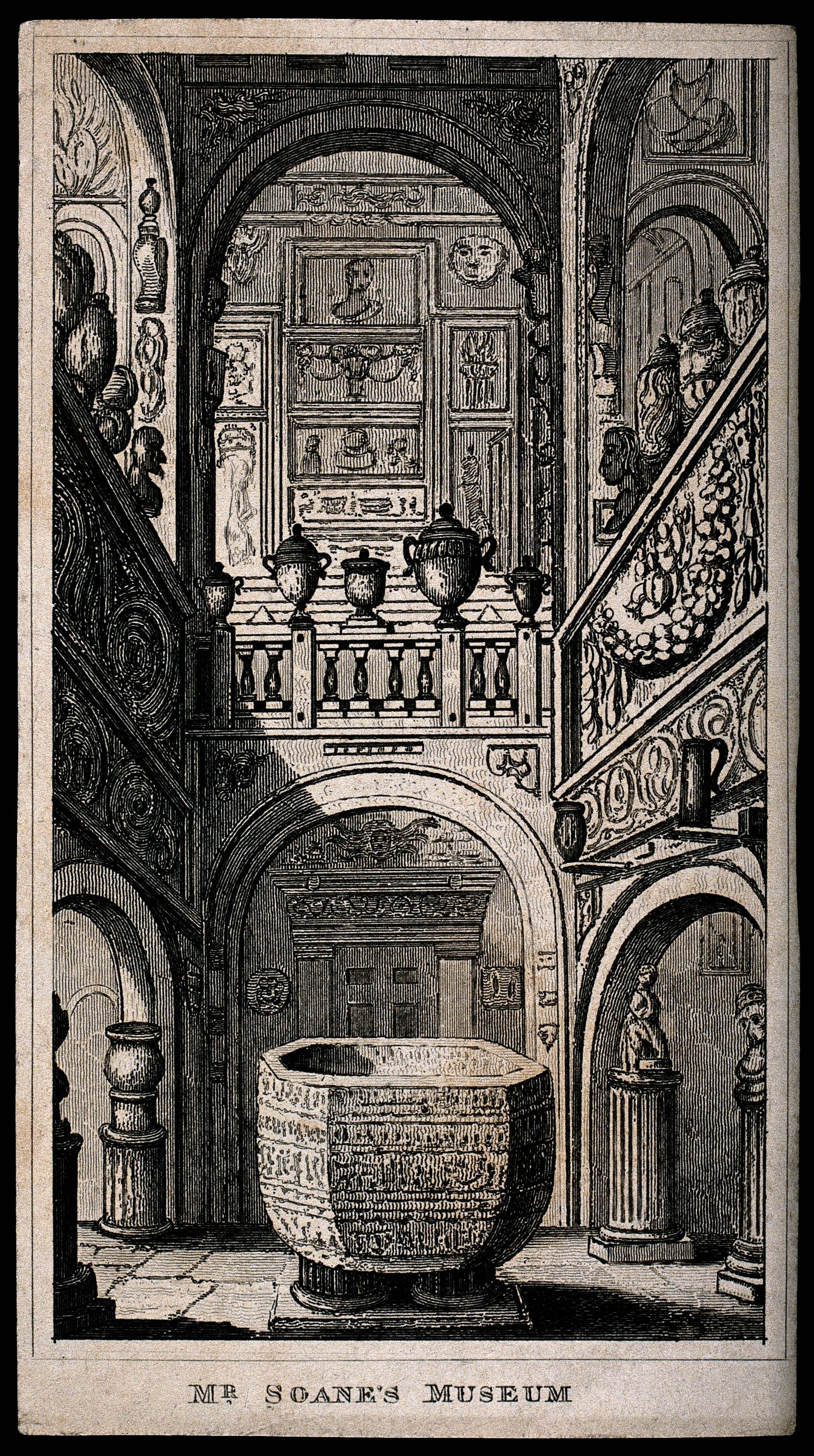
Gravat del 1834-35 del Sarcòfag de Seti I en exhibició en el Museu de Sir John Soane

El Sarcòfag de Seti I és un sarcòfag d'alabastre de grandària natural d'aquest faraó de la Dinastia XIX egípcia, que fou trobat al 1817 per l'explorador italià Giovanni Battista Belzoni en la Tomba KV17 de la Vall dels Reis. Té gravats i pintats de blau textos jeroglífics del Llibre de les Portes. Sembla que Seti I va morir al 1279 abans de la nostra era i que aquest sarcòfag n'hauria albergat el taüt interior i la mòmia.
El va comprar l'arquitecte John Soane al 1824 per 2.000 lliures després que el Museu Britànic en declinàs la compra citant l'elevat preu de Belzoni. A hores d'ara es mostra en la secció de la cripta anomenada Cambra Sepulcral del Museu Sir John Soane de Londres. Amb més de 3.000 anys d'antiguitat, el sarcòfag és un dels objectes més antics de museu del Regne Unit en una col·lecció pública.